# Hockey Night in Canada
Hockey Night in Canada (kurz HNIC) ist eine regelmäßige Sportsendung des kanadischen Fernsehsenders CBC, die sich mit dem Eishockeysport in Kanada und speziell mit der nordamerikanischen National Hockey League (NHL) befasst. Inhalt der Sendung, die während der Saison immer am Samstag ausgestrahlt wird, sind Live-Übertragungen von NHL-Spielen mit kanadischer Beteiligung sowie Analysen und Interviews. Durch die Sendung führt als Hauptmoderator Ron MacLean, der durch Experten, wie beispielsweise bis 2019 Don Cherry, unterstützt wird. Hockey Night in Canada wurde erstmals 1952 ausgestrahlt und ist weltweit die älteste immer noch bestehende Sportsendung.

## Geschichte

### Radio
Die Wurzeln von Hockey Night in Canada liegen bei den Radioübertragungen von NHL-Spielen. Im November 1931 begann das Canadian National Railway radio network (CNR) mit der samstäglichen Sendung General Motors Hockey Broadcast, die sich auf die Spiele der Toronto Maple Leafs aus der Provinz Ontario konzentrierten. 1933 wurde CNR von der Canadian Radio Broadcasting Commission (CRBC) aufgekauft und der Sender begann von seinen Stationen in der kanadischen Provinz Québec auch Spiele der Montreal Maroons und der Canadiens de Montréal zu übertragen.
Drei Jahre später wurde der Sender in die Canadian Broadcasting Corporation (CBC) umgewandelt. Die auf Grund eines Sponsorenwechsels in Imperial Esso Hockey Broadcast umbenannte Sendung, berichtete in Ontario sowie im größten Teil von Westkanada über die Toronto Maple Leafs, während es für die Montreal Maroons eine regionale englischsprachige und für die Canadiens de Montréal eine regionale französischsprachige Live-Berichterstattung gab. Als die Maroons 1938 aufgelöst wurden, begann CBC auch über die Canadiens in englischer Sprache zu berichten.
Die Radioübertragungen erreichten große Popularität, da es zur damaligen Zeit die einzige Möglichkeit war den in Kanada weit verbreiteten Eishockeysport zu verfolgen. Auch nachdem CBC 1952 mit der Fernsehberichterstattung begonnen hatte, wurden Sendungen von Hockey Night in Canada bis 1976 weiter im Radio ausgestrahlt.

### Fernsehen
Im Jahr 1952 begann CBC mit der Fernsehsendung Hockey Night in Canada und der Übertragung von Heimspielen der kanadischen Teams der National Hockey League im englischsprachigen TV-Netzwerk. Zur Berichterstattung gehörten auch Rubriken, die aus dem Radio übernommen wurden, wie die Hot Stove Lounge, eine Diskussionsrunde zum Eishockeysport und die NHL sowie die Auszeichnung der besten Spieler des Spiels mit den Three Stars. Jeden Samstag wurde ein Spiel gezeigt, jedoch in den ersten 16 Jahren nicht in voller Länge. Erst im Herbst 1968 begann CBC die vollen 60 Minuten der Spiele zu zeigen.
Kurz darauf änderte sich zudem das Erscheinungsbild der Sendung. Mit Ralph Mellanby wurde bereits 1966 ein neuer Executive Producer engagiert, der zuvor hauptsächlich in der Unterhaltungsbranche tätig war und dafür sorgen sollte, dass die Sendung durch Unterhaltungssegmente modernisiert wurde. Unter seiner Leitung wurden daher viele Änderungen sowohl im personellen Bereich als auch im Aufbau der Sendung durchgeführt. So wurde der langjährige Moderator Ward Cornell durch den deutlich jüngeren Dave Hodge abgelöst und mit dem ehemaligen Spieler und Trainer Howie Meeker ein Co-Moderator engagiert, der auf einem speziellen Bildschirm in den Drittelpausen Spielszenen analysieren sollte. Vor allem das neugeschaffene Segment mit Howie Meeker, der sich auch öfters kritisch über Spielzüge äußerte, stieß jedoch bei den Mannschaften aus Toronto und Montreal auf Gegenwind. Die kanadischen Mannschaften hatten zu diesem Zeitpunkt noch großen Einfluss auf die Sendung und ihnen musste vor jeder Sendung ein Skript über den Ablauf vorgelegt werden, sodass sie sich nie Kritik ausgesetzt sehen mussten. Die Auseinandersetzung zwischen der CBC und den Mannschaften führten teilweise zu Stadionverboten für Meeker. Der CBC und Produzent Mellanby gelang es schließlich die Einschränkungen durch die Mannschaften aus dem TV-Vertrag zu streichen, sodass Hockey Night in Canada unabhängig berichten konnte.
1970 kam mit den Vancouver Canucks ein neues kanadisches Team in die NHL und somit konnte CBC die Berichterstattung auf einen dritten Standort neben Toronto und Montreal ausweiten. Bis 1980 folgten vier weitere kanadische Mannschaften in die Liga, wodurch die Berichterstattung weiter ausgebaut wurde. Jedoch verbot die Carling O’Keefe Brauerei, die damals Teambesitzer der Québec Nordiques waren, dass Hockey Night in Canada, das vom Konkurrenten Molson gesponsert wurde, aus dem Stadion der Nordiques berichten durfte. Nachdem beide Brauereien 1989 fusioniert hatten, konnte CBC auch von den Heimspielen der Nordiques berichten, jedoch nahm man dies auf Grund der hauptsächlich französischsprachigen Fanbasis des in Québec City ansässigen Teams nicht sehr oft in Anspruch. Die Übertragung der Nordiques-Heimspiele wurde daher meist von einem französischsprachigen Sendern übernommen.
Anfang der achtziger Jahre wurde das Team der Sendung um den ehemaligen Trainer Don Cherry ergänzt, der in den Drittelpausen im für ihn geschaffenen Segment Coach's Corner kontrovers über die aktuellen Themen der NHL diskutieren sollte. Am 14. März 1987 moderierte Dave Hodge das letzte Mal Hockey Night in Canada. An diesem Spieltag wurde zuerst das Spiel der Toronto Maple Leafs gegen die Calgary Flames gezeigt, ehe für die letzten Minuten zum Spiel der Montréal Canadiens gegen die Philadelphia Flyers geschaltet wurde, dass nach 60 Minuten in die Verlängerung ging. Der Sender entschied sich daraufhin, die Verlängerung des Spiels nur im französischsprachigen Teil Kanadas weiter zu übertragen, während im restlichen Teil des Landes die Tagesnachrichten gesendet wurden. Hodge beendete die Sendung deshalb mit den Worten: „We are not able to go there...the Flyers and Canadiens have us in suspense and will remain that way until we can find out somehow who won this game or who's responsible for the way we do things here.“ (dt.: „Wir können nicht rüberschalten...die Flyers und Canadiens halten uns in Spannung und das wird so bleiben, bis wir irgendwie herausfinden können, wer das Spiel gewonnen hat oder wer dafür verantwortlich ist, wie die Dinge hier laufen.“) Don MacPherson, der Vorsitzende von CBC Sport, reagierte auf diese Äußerung mit der Entlassung von Dave Hodge. Zudem beendete man nach der Saison das Engagement von Howie Meeker und konzentrierte sich fortan auf den neuen Moderator Ron MacLean und Co-Moderator Don Cherry.

Bis 1998 verwendetes Logo von Hockey Night in Canada

Nachdem der kanadische Superstar Wayne Gretzky 1988 zu den Los Angeles Kings gewechselt war, begann CBC an manchen Samstagen zwei Spiele zu übertragen. Immer wenn eine kanadische Mannschaft bei den Los Angeles King zu Gast war, übertrug Hockey Night in Canada diese Partie zusätzlich. Erst im Januar 1995, mit dem Beginn der NHL-Saison 1994/95 wurde ein zweites Live-Spiel zum Standard der Berichterstattung. Dadurch konnte auf Grund der unterschiedlichen Zeitzonen erst ein Spiel mit Beteiligung eines ostkanadischen Teams und im Anschluss eine Partie mit westkanadischer Beteiligung ausgestrahlt werden, was bis heute erhalten blieb.
Hockey Night in Canada gehört weiterhin zu den populärsten Formaten im kanadischen Fernsehen, jedoch erhielt CBC durch den privaten Kabelsender The Sports Network (TSN), der ebenfalls Live-Berichterstattungen von NHL-Spielen zeigt, harte Konkurrenz. Zudem wurde CBC des Öfteren kritisiert, weil sie die Toronto Maple Leafs bei der Auswahl der landesweit übertragenen Spiele bevorzugen würden, zum Nachteil der ebenfalls im Osten Kanadas beheimateten Ottawa Senators und Montréal Canadiens. Jedoch bietet CBC während der Playoffs für die lokalen TV-Märkte der teilnehmenden Mannschaften spezielle regionale Übertragung der einzelnen Spiele an, sollten sie sich zeitlich überschneiden. Dieses Angebot gibt es teilweise auch während der regulären Saison.
Werden von CBC fast ausschließlich Spiele mit Beteiligung kanadischer Mannschaften gezeigt, so gibt es hin und wieder Ausnahmen, dass auch reine US-amerikanische Partien gezeigt werden. So wurde 1999 das letzte Spiel von Wayne Gretzky mit seinen New York Rangers gegen die Pittsburgh Penguins übertragen. 2007 zeigte CBC ein Spiel der Detroit Red Wings gegen die Anaheim Ducks, in dessen Rahmenprogramm die Trikotnummer des Kanadiers Steve Yzerman in einer Zeremonie offiziell aus der Zirkulation genommen wurde. Und am Neujahrstag 2008 wurde das NHL Winter Classic 2008, das damals größte Freiluftspiel der NHL-Geschichte zwischen Pittsburgh und Buffalo, mit einer Live-Berichterstattung ausgestrahlt.

## Sendungsablauf
Hockey Night in Canada beginnt grundsätzlich samstags um 18:30 Uhr (ET) und somit eine halbe Stunde vor dem Beginn des ersten Spiels mit Beteiligung eines kanadischen Teams, meistens aus dem Osten Kanadas. Das zweite Spiel startet um 22 Uhr (ET). Ron MacLean führt als Hauptmoderator durch den Großteil der Sendung und wird dabei unterstützt durch mehrere Experten aus dem Bereich des Eishockeysports. Während der Drittelpausen wird die Berichterstattung durch regelmäßige Segmente, die Analysen oder Interviews als Inhalt haben, ergänzt.

### Coach's Corner

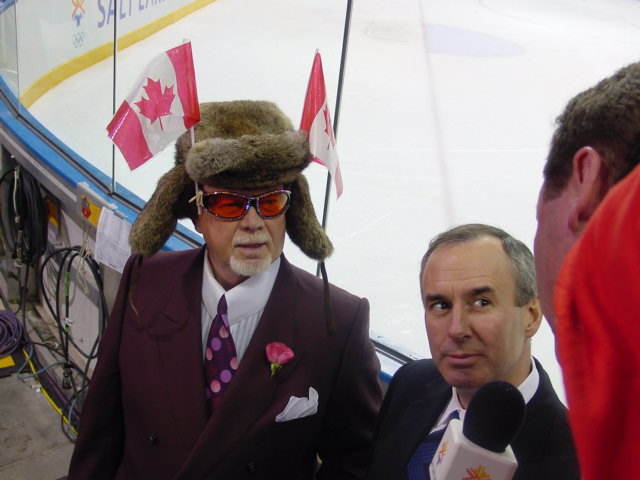
Hauptmoderator Ron MacLean (rechts) und Co-Moderator Don Cherry

In der ersten Drittelpause des ersten Spiels moderiert MacLean zusammen mit dem ehemaligen NHL-Trainer Don Cherry das Segment Coach's Corner, das bereits seit Anfang der achtziger Jahre existiert. Cherry analysiert das erste Drittel des Spiels und diskutiert mit MacLean über Vorkommnisse in der Liga. Dabei kam es auf Grund von Cherrys Ansichten vom Eishockeysport, des Öfteren zu kontroversen Äußerungen, die sich zum Teil gegen europäische und französisch-kanadische Spieler richteten oder eine härtere Spielweise in der Liga propagierten. Auch die öffentliche Unterstützung von Cherry für den Irakkrieg sorgte für Kritik. Trotzdem gilt Coach's Corner als das populärste Segment von Hockey Night in Canada.

### Satellite Hotstove
Das Konzept des Satellite Hotstove, der in der zweiten Drittelpause des ersten Spiels gezeigt wird, geht bis auf die Anfangszeiten der Radioübertragung von CBC zurück, als es die Hot Stove Lounge gab. Moderator Ron MacLean führt mit Reporter Scotty Morrison durch diese Diskussionsrunde, in deren Mittelpunkt aktuelle Themen aus der NHL stehen. Als Gäste werden Sportjournalisten von Zeitungen oder anderen Fernsehstationen eingeladen, die über Entwicklungen und Vorkommnisse in der Liga diskutieren und spekulieren.

### Behind the Mask
Behind the Mask wird in der ersten Drittelpause des zweiten Spiels vom ehemaligen Eishockeytorhüter Kelly Hrudey mit der Unterstützung von Scott Oake moderiert. Hrudey analysiert einzelne Szenen aus den Spielen des Abends anhand eines speziellen Bildschirms und zeigt bestimmte Spielzüge oder taktische Verhaltensweisen der Mannschaften, aus dem Blickwinkel eines Eishockeyspielers.

## Hockey Day in Canada
Hockey Day in Canada ist eine Spezialausgabe von Hockey Night in Canada, die seit 2000 einmal jährlich an einem Samstag im Januar oder Februar stattfindet und mit Ausnahme der Saison 2007/08, drei Spiele mit ausschließlicher Beteiligung der sechs kanadischen NHL-Team überträgt.
Hauptmoderator Ron MacLean führt mit dem ehemaligen NHL-Trainer Don Cherry durch die Sendung, die bereits am Nachmittag beginnt. Moderationspunkt ist dabei meistens ein Ort in einer kleineren Region Kanadas. In der Berichterstattung wird neben der NHL auch auf den Eishockeysport im Amateur- und Nachwuchsbereich eingegangen und es gibt Diskussions- und Gesprächsrunden mit prominenten Gästen oder Personen, die sich in der Region für den Eishockeysport engagieren. Zudem gibt es in dem Ort, der den Hockey Day in Canada ausrichtet, besondere Veranstaltungen.
Höhepunkt sind die drei Spiele mit Paarungen zwischen den kanadischen Mannschaften Toronto Maple Leafs, Montréal Canadiens, Ottawa Senators, Calgary Flames, Edmonton Oilers und Vancouver Canucks. 2008 war es jedoch wegen des Spielplans der NHL, der keine Spiele zwischen den westkanadischen und den ostkanadischen Mannschaften in der Saison 2007/08 vorsah, nicht möglich drei rein kanadische Spiele auszutragen. Neben zwei Spielen mit Beteiligung von Montréal, Ottawa, Calgary und Edmonton, wurden zwei weitere Spiele gezeigt, in denen Vancouver und Toronto gegen US-amerikanische Teams angetreten sind.
Unter den Eishockeyfans in Kanada gilt der Hockey Day in Canada als inoffizieller Nationalfeiertag.

### Veranstaltungsorte
- 2000 – Toronto, Ontario
- 2001 – Red Deer, Alberta
- 2002 – Windsor, Nova Scotia
- 2003 – Iqaluit, Nunavut
- 2004 – Shaunavon, Saskatchewan
- 2005 – kein Hockey Day in Canada wegen des Lockout
- 2006 – Stephenville, Neufundland und Labrador
- 2007 – Nelson, British Columbia
- 2008 – Winkler, Manitoba
- 2009 – Campbellton, New Brunswick
- 2010 – Stratford, Ontario
- 2011 – Whitehorse, Yukon

## Movie Night in Canada
Da die NHL-Saison 2004/05 wegen des Lockout abgesagt wurde, änderte CBC das Format Hockey Night in Canada in Movie Night in Canada. CBC präsentierte in der Sendung drei Spielfilme und Ron MacLean war wie bei den Eishockeyübertragungen Moderator. MacLean lieferte einige Fakten zu den Filmen und berichtete in den Werbepausen über den Eishockeysport. Moderiert wurde die Sendung aus mehreren Eishockeystadien in Kanada.

## Empfangbarkeit
Hockey Night in Canada wird von CBC landesweit in Kanada übertragen. Auch einige US-amerikanische Regionen in der Nähe der kanadischen Grenze können CBC empfangen. Mit dem Paket NHL Center Ice bietet die NHL zudem die Übertragung aller Spiele außerhalb des eigenen lokalen TV-Marktes an, wodurch auch die Berichterstattung von Hockey Night in Canada zu den kanadischen Teams gehört. In Europa nutzt der Sportsender ESPN America für die Übertragung von Spielen mit kanadischer Beteiligung die komplette Live-Übertragung von Hockey Night in Canada inklusive der Berichterstattung und der Analysen.

## Auszeichnungen
- Gemini Award
  - 1992 – Bester Sportreporter: Ron MacLean
  - 1994 – Bester Sportreporter: Ron MacLean
  - 2004 – Beste Sportsendung
  - 2004 – Bester Moderator einer Sportsendung: Ron MacLean
  - 2006 – Bester Moderator einer Sportsendung: Ron MacLean
  - 2007 – Beste Regie einer Live-Sportübertragung: Ron Forsythe
  - 2007 – Bester Moderator einer Sportsendung: Ron MacLean
  - 2007 – Bester Co-Kommentator oder Analyst einer Sportsendung: Bob Cole
  - 2007 – Bester Studioanalyst: Kelly Hrudey